# موهو
الموهو (الاسم العلمي: Moho)، جنس الطيور مُنقرضة من فصيلة طيور هاواي (الموهويات)، التي كانت مستوطنة في جزر هاواي. يُعرف أعضاء الجنس باسم ʻōʻō في لغة هاواي.